# Трюґве Педерсен
Трюґве Педерсен (норв. Trygve Pedersen, 26 липня 1884 — 14 серпня 1967) — норвезький яхтсмен.
Бронзовий призер Олімпійських Ігор 1920 року в класі 6 метрів (за правилами 1907 року).